# چروکی (کالیفرنیا)
چروکی، کالیفرنیا (به انگلیسی: Cherokee, California) یک منطقه سرشماری‌شده در ایالات متحده آمریکا است که در شهرستان بیوت، کالیفرنیا واقع شده‌است.

## خصوصیات
چروکی ۴٫۹۷۶ کیلومترمربع مساحت و ۶۹ نفر جمعیت دارد و ۳۹۸ متر بالاتر از سطح دریا واقع شده‌است.